# أدولف فينكلمان
أدولف فينكلمان (بالألمانية: Adolf Winkelmann) (و. 1946  م) هو مخرج أفلام، وكاتب سيناريو، ومنتج أفلام، وبروفيسور، ومخرج تلفزيوني، ومنتج تلفزيوني ألماني، ولد في هالنبرغ.

## جوائز
حصل على جوائز منها:
جوائز
- وسام الاستحقاق في ولاية شمال الراين وستفاليا
- German Film Award for Best Director [الإنجليزية]‏ (1993)
- German Film Award for Best Fiction Film [الإنجليزية]‏ (1979)
- German Film Award for Best Fiction Film [الإنجليزية]‏ (1981)
- جائزة رومي [الإنجليزية]‏

ترشيحات
- German Film Award for Best Director [الإنجليزية]‏ (1981)

## وصلات خارجية
- أدولف فينكلمان على موقع IMDb (الإنجليزية)
- أدولف فينكلمان على موقع مونزينجر (الألمانية)
- أدولف فينكلمان على موقع ألو سيني (الفرنسية)
- أدولف فينكلمان على موقع أول موفي (الإنجليزية)
- أدولف فينكلمان على موقع قاعدة بيانات الأفلام السويدية (السويدية)
- أدولف فينكلمان على موقع قاعدة بيانات الفيلم (الإنجليزية)
- أدولف فينكلمان على موقع كينوبويسك (الروسية)